# 卡瓦尼亚克
卡瓦尼亚克（法語：Cavagnac，法語發音：[kavaɲak]）是法国洛特省的一个市镇，位于该省北部，属于古尔东区。

## 地理
卡瓦尼亚克（45°0'31"N, 1°38'24"E）面积10.34 平方千米，位于法国奧克西塔尼大區洛特省，该省份为法国西南部内陆省份，北起顺时针与科雷兹省、康塔爾省、阿韦龙省、塔恩-加龙省、洛特-加龍省和多尔多涅省接壤。
与卡瓦尼亚克接壤的市镇（或旧市镇、城区）包括：韦河畔绍富、利涅拉克、萨亚克、孔达、凯尔西地区勒维尼翁、克雷桑萨克-萨拉扎克。

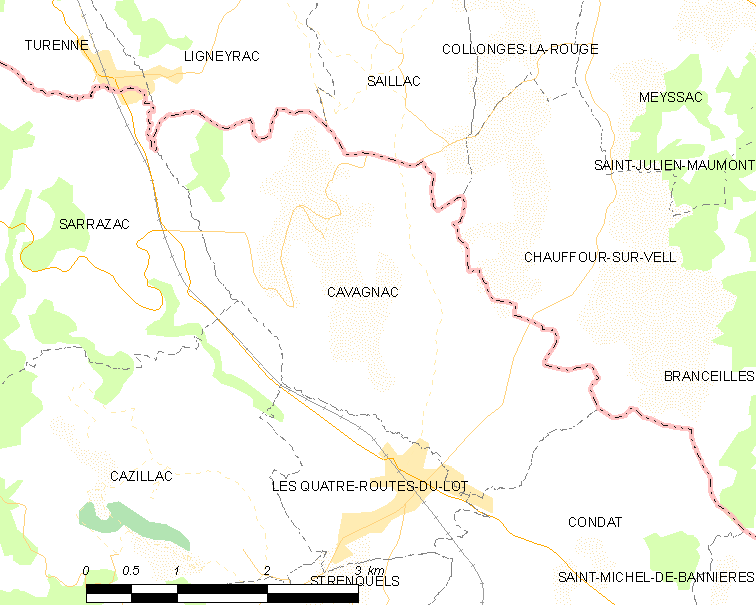
卡瓦尼亚克的OSM定位图

卡瓦尼亚克的时区为UTC+01:00、UTC+02:00（夏令时）。

## 行政
卡瓦尼亚克的邮政编码为46110，INSEE市镇编码为46065。

## 政治
卡瓦尼亚克所属的省级选区为马尔泰勒县。

## 人口

1962-2008年间卡瓦尼亚克人口变化图示

卡瓦尼亚克于2022年1月1日时的人口数量为415人。